# Domino Dancing
Domino Dancing is een nummer van het Britse synthipop duo Pet Shop Boys, afkomstig van hun album Introspective uit 1988. Op 12 september dat jaar werd het nummer op single uitgebracht.

## Het nummer
Domino Dancing werd geschreven door Chris Lowe en Neil Tennant, onder invloed van Latijns-Amerikaanse muziek. De song werd geproduceerd door Lewis A. Martinée, een in Miami woonachtige producer van jaren 80 freestylegroepen als Exposé. Het nummer werd ook opgenomen in Martinées muziekstudio in Miami, wat betekende dat er een relatief groot aantal studiomuzikanten werd ingeschakeld. De Pet Shop Boys hadden in 1987 en 1988 drie nummer 1-hits gehad in de UK Singles Chart en van Domino Dancing werd dezelfde prestatie verwacht. Het nummer met de nieuwe "Latin-sound" werd echter niet het grote succes waar op was gerekend en kwam slechts tot nummer zeven in de Britse hitparade. Neil Tennant herinnert zich: "... hij kwam de hitparade binnen op nummer negen en toen wist ik het al: 'Dat is het dan – het is allemaal voorbij'. Ik wist dat onze hegemonie op nummer één over was.". De single haalde ook niet de top 10 van de Amerikaanse Billboard Hot 100, waar hij tot nummer 18 reikte. Het was de zesde en laatste top 20 hit in de Verenigde Staten.
De extended version van Domino Dancing is een zeven minuten durende dancesong, waarop ook Lowes synthesizer, Cubaanse brassmuziek en vroege hiphopbeats te horen zijn.
In Nederland was de plaat op vrijdag 16 september 1988 Veronica Alarmschijf op Radio 3 en werd een hit in de destijds twee landelijke hitlijsten op de nationale publieke popzender. De plaat bereikte de 7e positie in de Nederlandse Top 40 en de 9e positie in de Nationale Hitparade Top 100.
In België bereikte de plaat de 6e positie in zowel de voorloper van de Vlaamse Ultratop 50 als de Vlaamse Radio 2 Top 30. In Wallonië werd géén notering behaald.

## Songtitel
De titel Domino Dancing zou te maken hebben met het spelen van het dominospel, wat op Puerto Rico de enige avondlijke bezigheid was toen de Pet Shop Boys daar verbleven en waarbij een goede vriend van de Pet Shop Boys steeds won en dan een dansje maakte. Echter, een verwijzing naar aids als gevolg van een roekeloos seksleven met het dominospel als metafoor voor het omvallen van mensen die aan de ziekte overlijden, ligt evenzeer voor de hand.

## Videoclip
De videoclip bij Domino Dancing werd geregisseerd door de Engelse fotograaf annex regisseur Eric Watson (1955-2012) en was de zesde samenwerking (van uiteindelijk elf) met de Pet Shop Boys. Het verhaal van de clip is een driehoeksverhouding tussen twee aantrekkelijke jongemannen die vechten om een meisje. De clip werd in ongeveer vier dagen gefilmd in het koloniale district van de hoofdstad van Puerto Rico, San Juan, in de zomer van 1988. Alle acteurs waren Puerto Ricaans; de jongens heetten David Boira en Adalberto Martinez Mojica; het meisje was Donna Bottman, die destijds een carrière als actrice ambieerde. De acteurs werden alle gecast door de Pet Shop Boys zelf. De videoclip is in meerdere uitvoeringen via YouTube te vinden.

### Versies
- Domino Dancing (Short Video 7") 4:18
- Domino Dancing (Extended Version 12" Remix) 7:41[7]

## Trivia
- De videoclip bij het nummer When I looked at him van Exposé uit 1989, vertoont overeenkomsten met die van Domino Dancing[8].
- In het Engelstalige artikel over Domino Dancing staan enkele screencaps uit de video, alsmede een afdruk van de singlehoes.

## Hitnoteringen

### Nederlandse Top 40
| Domino Dancing in de Nederlandse Top 40 - binnen: 24 september 1988 | Domino Dancing in de Nederlandse Top 40 - binnen: 24 september 1988 | Domino Dancing in de Nederlandse Top 40 - binnen: 24 september 1988 | Domino Dancing in de Nederlandse Top 40 - binnen: 24 september 1988 | Domino Dancing in de Nederlandse Top 40 - binnen: 24 september 1988 | Domino Dancing in de Nederlandse Top 40 - binnen: 24 september 1988 | Domino Dancing in de Nederlandse Top 40 - binnen: 24 september 1988 | Domino Dancing in de Nederlandse Top 40 - binnen: 24 september 1988 | Domino Dancing in de Nederlandse Top 40 - binnen: 24 september 1988 | Domino Dancing in de Nederlandse Top 40 - binnen: 24 september 1988 | Domino Dancing in de Nederlandse Top 40 - binnen: 24 september 1988 | Domino Dancing in de Nederlandse Top 40 - binnen: 24 september 1988 |
| Week                                                                | 1                                                                   | 2                                                                   | 3                                                                   | 4                                                                   | 5                                                                   | 6                                                                   | 7                                                                   | 8                                                                   | 9                                                                   | 10                                                                  | 11                                                                  |
| ------------------------------------------------------------------- | ------------------------------------------------------------------- | ------------------------------------------------------------------- | ------------------------------------------------------------------- | ------------------------------------------------------------------- | ------------------------------------------------------------------- | ------------------------------------------------------------------- | ------------------------------------------------------------------- | ------------------------------------------------------------------- | ------------------------------------------------------------------- | ------------------------------------------------------------------- | ------------------------------------------------------------------- |
| Nummer                                                              | 39                                                                  | 23                                                                  | 19                                                                  | 13                                                                  | 9                                                                   | 7                                                                   | 7                                                                   | 14                                                                  | 22                                                                  | 37                                                                  | uit                                                                 |

In de op vrijdag 30 december 1988 door Veronica op Radio 3 uitgezonden Top 40-jaarlijst van 1988 kwam Domino Dancing op de 63e positie terecht, met 220 punten.

### Nationale Hitparade Top 100
Hitnotering: 24-09-1988 (#83) t/m 03-12-1988 (#67). Hoogste notering: #9 (2 weken).
De Nationale Hitparade Top 100 jaarlijst 1988 werd door de TROS op donderdag 29 december 1988 tussen 14:00 en 18:00 uur op Radio 3 uitgezonden.

## Domino Dancing in internationale hitlijsten
| Hitparades (1988)   | Hoogste positie |
| ------------------- | --------------- |
| Verenigd Koninkrijk | 7               |
| Australië           | 36              |
| Oostenrijk          | 19              |
| Frankrijk           | 40              |
| Duitsland           | 4               |
| Italië              | 6               |
| Noorwegen           | 5               |
| Zweden              | 6               |
| Zwitserland         | 5               |
| Verenigde Staten    | 18              |